# 하산 (프리모르스키 지방)

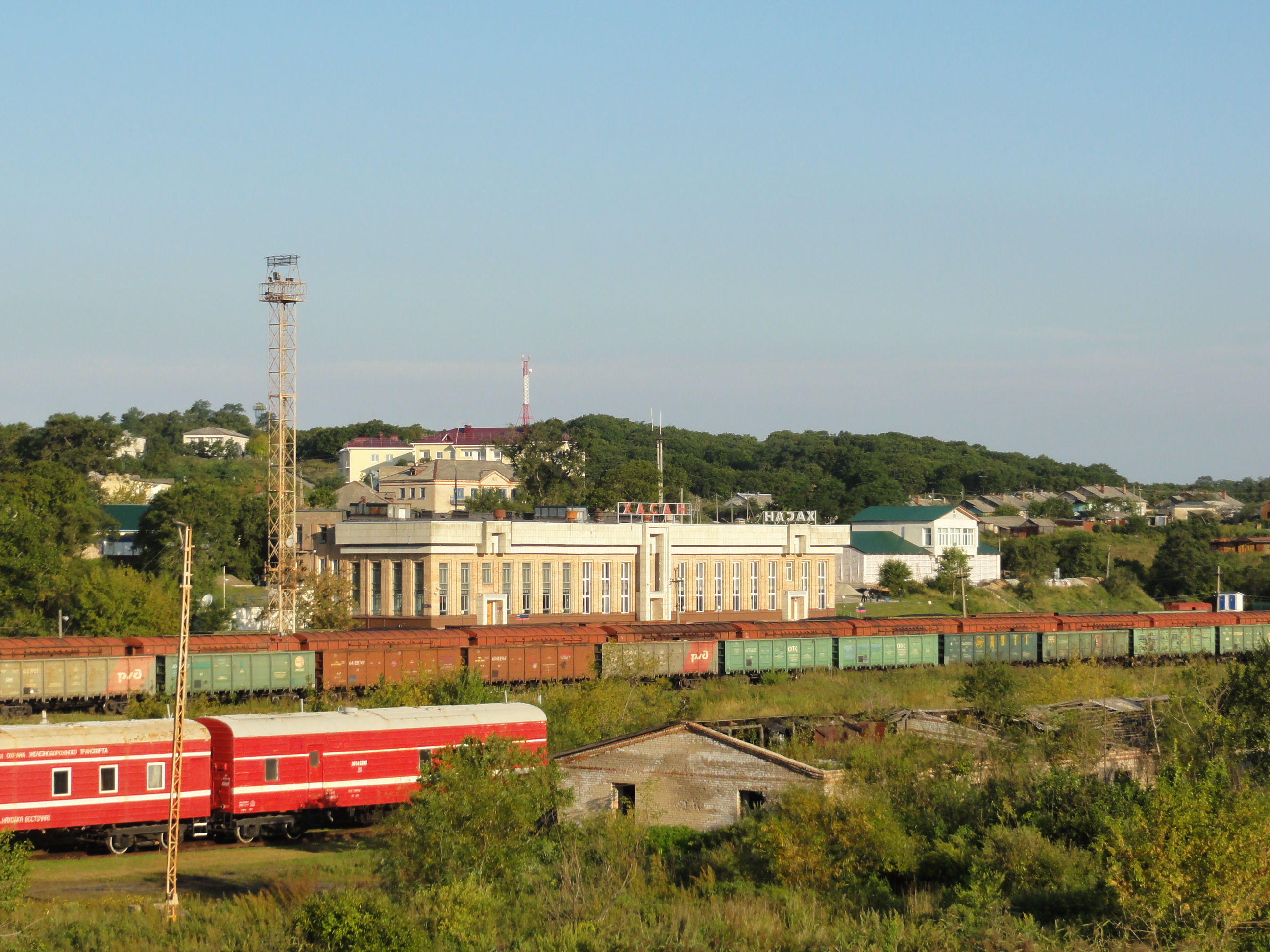
하산역

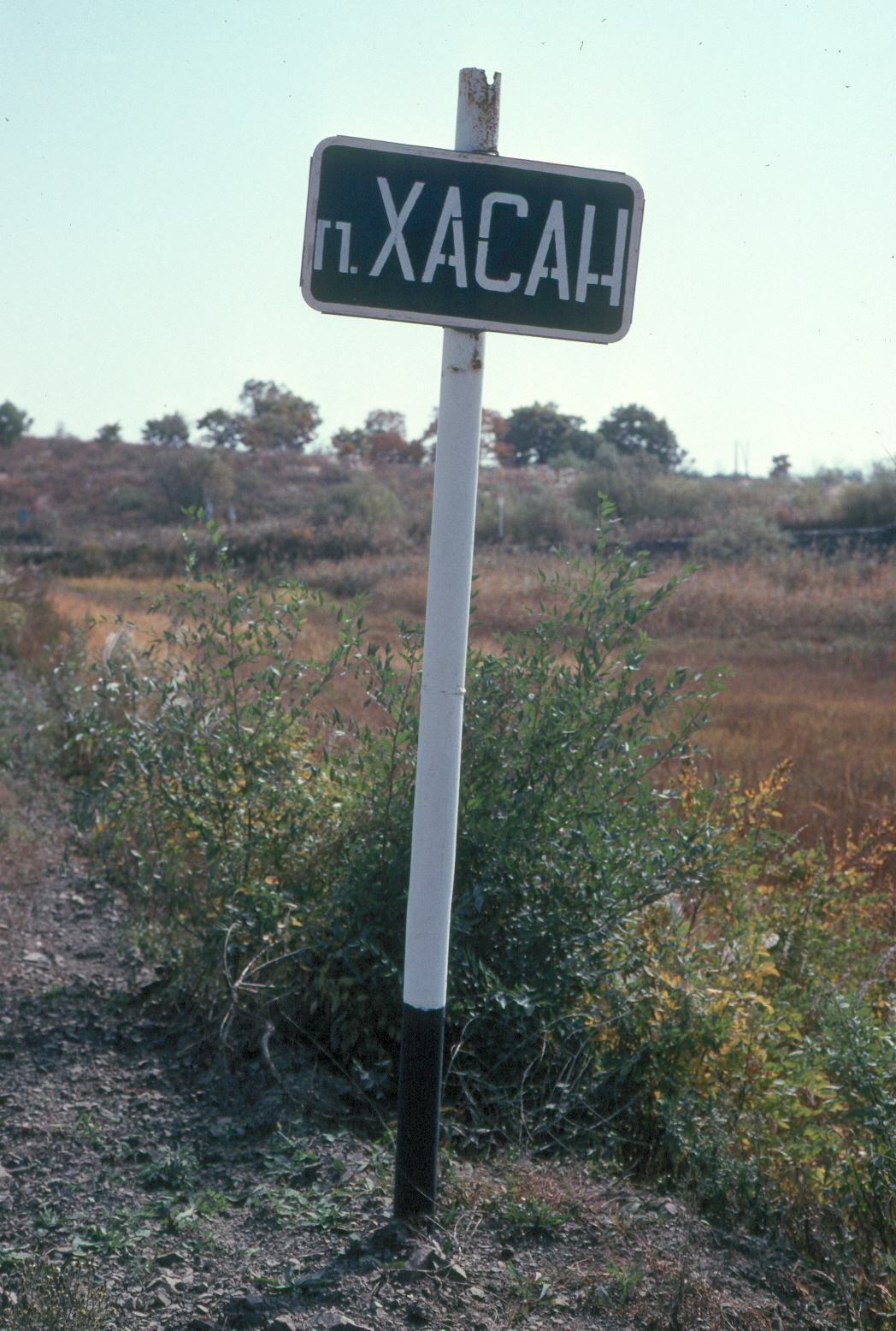
하산 입구에 세워진 표지판.

하산(러시아어: Хасан, 문화어: 하싼)은 러시아 프리모르스키 지방 서남쪽 끝의 하산스키 군에 있는 작은 도시형 정착지(읍에 상당)이다.
블라디보스토크와 철도로 연결되어 있다. 두만강을 경계로 조선민주주의인민공화국과 접하는 국경 도시이다. 부근에 하산호가 있으며, 중화인민공화국과도 접한다.

## 역사
1938년 발생한 일본군과의 하산호 전투가 발생한 이후 군사 충돌에 대비하여 바라놉스키와 크라스키노를 잇는 철도 노선이 1941년 완공되었고 2차 대전 종전 이후 두만강 하구까지 철도를 연장하여 하산역이 세워졌다. 1959년 하산 노동 정착지가 세워졌고 1983년 도시형 정착지로 승격되었다.

## 교통
블라디보스토크 — 두만강 — 라선시 선봉구역 사이는 철도로 연결되어 있으며, 하산은 철도 통과 지점에 위치해 있다. 또한 조선민주주의인민공화국 평양시의 평양역까지 철도가 운행되기도 한다.

## 주변
러시아의 하산은 조선민주주의인민공화국의 나선시와  그리고  중화인민공화국(중국)의 훈춘시와 함께 삼국이 서로 인접해있는 곳이다.
한편 러시아의 하산선 철도는 나선특별시를 통해서  중국의 투먼시로 가는 우회 선로는 1992년 국제철도선으로 개통된지 불과 얼마되지않아 1993년이 되기전에 잠정 중단됐다. 이후 2008년 재개통이 언급된바있다.

## LPG 가스
2018년 8월 11일, 최근 러시아가 조선민주주의인민공화국에 액화가스(LPG가스)를 대량 수출하고 있다는 소식이 나왔다. 이는 유엔 안전 보장 이사회 결의 제2375호를 위반한 것이다. 만성적인 연료부족에 시달리는 조선민주주의인민공화국이 러시아산 LPG 가스를 대량으로 수입, 도시에 보급하고 있으며 이 덕분에 부유층뿐만 아니라 일반 주민도 가스를 사용하기 시작했다. 주유소에서는 한가정이 한달 정도 쓰는 13 kg LPG 가스통이 90~110위안(한화 약 1만 4,900원~1만 8,100원) 정도에 팔리고 있다.
2018년 11월 13일, STX가 러시아 연해주와 조선민주주의인민공화국의 접경도시 하산시에 액화석유가스(LPG) 탱크터미널 사업에 진출했다. 서울 플라자 호텔에서 러시아 현지 회사인 유한회사 KIM에 600만 달러를 투자하는 계약을 체결했다. 현지 회사가 향후 3년간 약 60만t의 LPG 거래를 성사시켜 5억 달러의 매출을 올릴 것으로 예상했다. 유엔 안전 보장 이사회 결의 제2375호은 매년 LPG 가스 200만 배럴(162,078 톤)의 대북 수출을 허용하고 있다. LNG 가스는 대북 수출이 전면 금지되었다. 유엔 안전 보장 이사회 결의 제2397호에서 매년 LPG 가스 50만 배럴로 대북 수출이 제한되었다.
2017년에 채택된 유엔 안전 보장 이사회 결의 제2397호에 따라, 회원국들은 매 30일마다 조선민주주의인민공화국으로 보내졌거나, 조선민주주의인민공화국에 판매된 정제된 석유제품 규모를 유엔 안보리 대북제재위원회에 보고해야 한다.

### 관련 연표
- 2017년 7월 러시아 가스프롬은 한국가스공사에 한·북·러 PNG 사업의 원활한 추진을 위해 사업 전반의 경제성과 기술성에 대한 공동검토 요청
- 2017년 9월 11일, 유엔 안전 보장 이사회 결의 제2375호 통과
- 2017년 10월, 한국가스공사가 국내 유명 로펌에 PNG 사업의 원활한 추진을 위해 미국의 대러·유엔의 대북제재 검토를 의뢰
- 2018년 6월, 한‧러 정상회담 공동성명에서 한-러 양국이 가즈프롬과의 PNG 공동연구 지지를 표명하고 이미 언론에  공개한 바 있다.
- 2018년 8월 21일, 산업통상자원중소벤처기업위원회 전체회의에서 자유한국당 김규환 의원이 안보리 결의 2375호 위반이라고 주장하자, 한국가스공사는 "PNG 사업은 천연가스의 장기·안정적 공급원 확보와 도입선 다변화를 위해 추진하는 사업으로 대북지원 사업이 아니며 PNG 공동연구도 대북제재와는 무관하다"고 주장했다.

## 한반도종단철도와의 관계
한반도종단철도(TKR)가 시베리아횡단철도(TSR)와 연결되는 구상에서 하산은  부산-신의주-울란바토르(몽골횡단철도)-울란우데(시베리아횡단철도) 노선과 더불어 주요하게 거론되는 부산-원산-두만강역-블라디보스토크(시베리아횡단철도) 또는 하얼빈(만주횡단철도)-시베리아횡단철도 노선의 중요 거점으로 언급된다.

## 기후
| Khasan의 기후                  | Khasan의 기후 | Khasan의 기후 | Khasan의 기후 | Khasan의 기후 | Khasan의 기후 | Khasan의 기후 | Khasan의 기후 | Khasan의 기후 | Khasan의 기후 | Khasan의 기후 | Khasan의 기후 | Khasan의 기후 | Khasan의 기후 |
| 월                             | 1월           | 2월           | 3월           | 4월           | 5월           | 6월           | 7월           | 8월           | 9월           | 10월          | 11월          | 12월          | 연간          |
| ------------------------------ | ------------- | ------------- | ------------- | ------------- | ------------- | ------------- | ------------- | ------------- | ------------- | ------------- | ------------- | ------------- | ------------- |
| 일평균 최고 기온 °C (°F)       | −2.9 (26.8)   | −0.1 (31.8)   | 5.4 (41.7)    | 11.6 (52.9)   | 15.6 (60.1)   | 19.7 (67.5)   | 22.4 (72.3)   | 25.4 (77.7)   | 22.1 (71.8)   | 15.8 (60.4)   | 6.8 (44.2)    | −0.7 (30.7)   | 11.8 (53.2)   |
| 일평균 최저 기온 °C (°F)       | −11.5 (11.3)  | −9.4 (15.1)   | −4.0 (24.8)   | 2.2 (36.0)    | 8.1 (46.6)    | 13.6 (56.5)   | 17.8 (64.0)   | 18.7 (65.7)   | 12.9 (55.2)   | 5.6 (42.1)    | −2.3 (27.9)   | −8.5 (16.7)   | 3.6 (38.5)    |
| 평균 강수량 mm (인치)          | 6.2 (0.24)    | 7.3 (0.29)    | 12.7 (0.50)   | 39.3 (1.55)   | 74.9 (2.95)   | 98.3 (3.87)   | 159.0 (6.26)  | 125.4 (4.94)  | 73.9 (2.91)   | 33.4 (1.31)   | 9.7 (0.38)    | 5.8 (0.23)    | 645.9 (25.43) |
| 출처 1: storm247.com           |               |               |               |               |               |               |               |               |               |               |               |               |               |
| 출처 2: worldweatheronline.com |               |               |               |               |               |               |               |               |               |               |               |               |               |

## 같이 보기
- 조선-러시아 우정의 다리
- 장고봉 사건(하산 호 전투)
- 대륙횡단철도
- 포그라니치니

## 참고
- 오픈스트리트맵
- VOA-북한, 중국·러시아와 국제철도선 재개통 합의